# Almirante de la Mar Océana

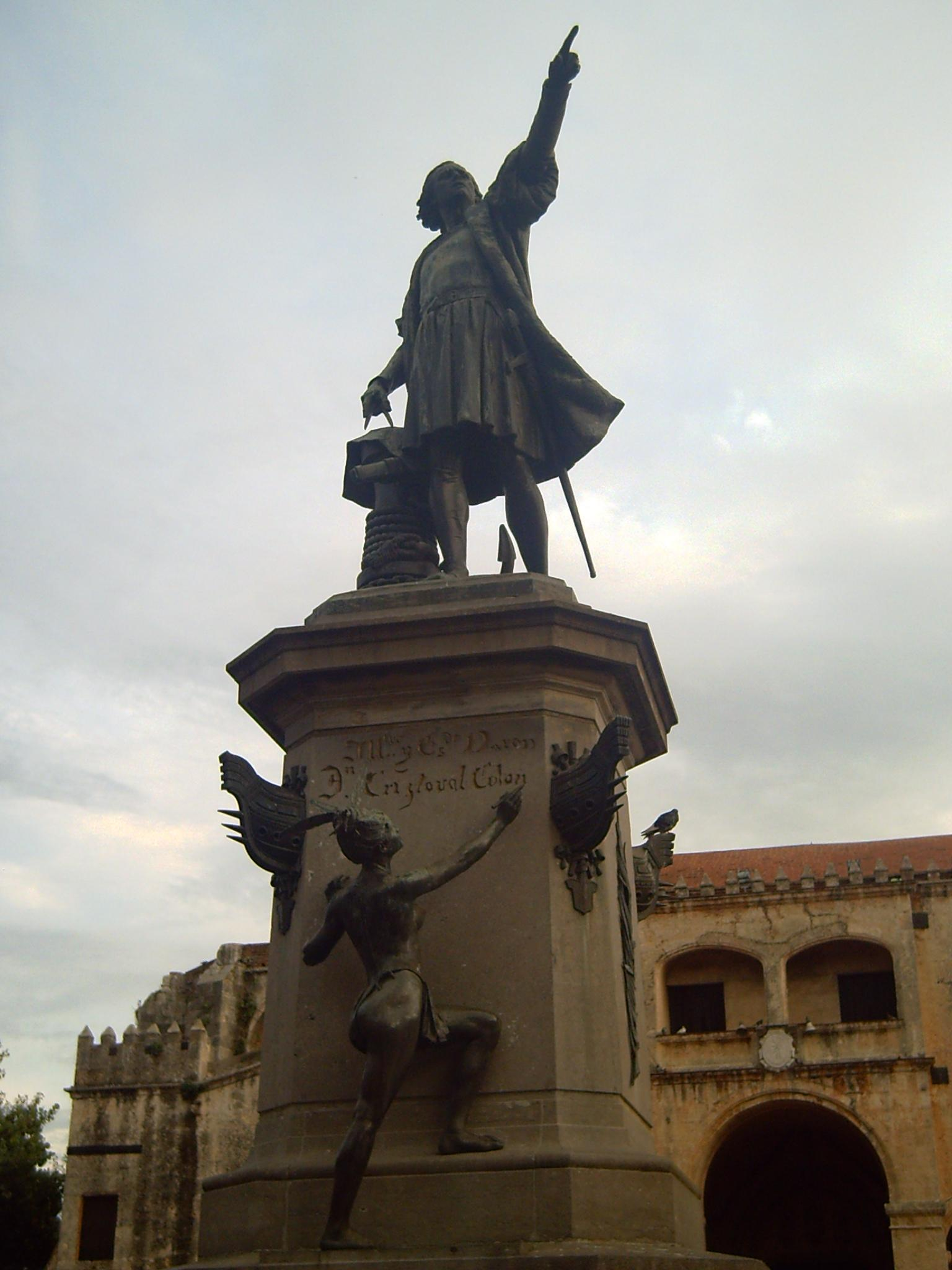
Estatua de Cristóbal Colón en Santo Domingo. En el pedestal se encuentra Anacaona.

Almirante de la Mar Océana es un título otorgado a Cristóbal Colón por los Reyes Católicos en 1492 en las Capitulaciones de Santa Fe, nombrándole almirante de todas las tierras que descubriese. Se puede encontrar también la referencia al título como almirante de las Indias o como almirante de la Mar Océano.

Primeramente, que Vuestras Altezas, como señores que son de las dichas mares Océanas, hacen desde ahora al dicho D. Cristóbal Colón su Almirante en todas aquellas islas y tierras firmes que por su mano o industria se descubrieren o ganaren en las dichas mares Océanas, para durante su vida, y, después dél muerto [de muerto él], a sus herederos o sucesores, de uno en otro perpetuamente, con todas aquellas preeminencias y prerrogativas pertenecientes al tal oficio
Capitulaciones de Santa Fe, 17 de abril de 1492.

La condición de «señores» que atribuye en este documento a los Reyes Católicos sobre «las mares Océanas» (el océano Atlántico) es consecuencia del Tratado de Alcáçovas (1479), en que se reparte el dominio del Atlántico entre Castilla y Portugal; posteriormente modificado por el Tratado de Tordesillas (1494), a consecuencia del impacto geoestratégico del descubrimiento de América («las Indias» o «el Nuevo Mundo»), y legitimado por el papa con las Bulas Alejandrinas (1493).

## Sucesión del título
El primer almirante de la Mar Océana fue Cristóbal Colón, el segundo fue su hijo Diego Colón, el tercero fue Luis Colón de Toledo, hijo de Diego Colón. En la actualidad, el título de almirante de la Mar Océana es meramente testimonial, pero se sigue manteniendo, junto con el Ducado de Veragua (concedido a Luis Colón de Toledo en 1537), por los descendientes directos del descubridor. El vigésimo almirante es Cristóbal Colón de Carvajal y Gorosábel, hijo de Cristóbal Colón de Carvajal y Maroto, asesinado por ETA en 1986.

## Títulos similares
El Almirantazgo y el título de almirante de Castilla eran las denominaciones tradicionales del gobierno supremo de la Armada en la Corona de Castilla, que se heredaba como un título nobiliario.
El rango de almirante general de la Armada Real del Mar Océano lo llevaron a comienzos del siglo XVII Juan Fajardo de Tenza y Antonio de Oquendo. El cargo sigue existiendo dentro de la escala de la Armada Española; que además cuenta con una compañía de infantería de marina que lleva el nombre de Compañía Mar Océano, creada en 1981.